# Kim Dong-jun (calciatore)
Kim Dong-jun ((김동준?, 金東俊?); Suncheon, 19 dicembre 1994) è un calciatore sudcoreano, portiere del Seongnam.

## Carriera

### Club
Dopo aver frequentato la Pungsaeng High School e l'Università Yonsei, nel 2016 passa al Seongnam nella massima serie sudcoreana.

### Nazionale
Ha fatto parte delle selezioni Under-20 e Under-23 sudcoreane. Con la prima ha disputato il Mondiale Under-20 2013 in Turchia, raggiungendo i quarti di finale.
Viene convocato per le Olimpiadi 2016 in Brasile.